# Denis Goldberg
Denis Goldberg (Kaapstad, 11 april 1933 - aldaar, 29 april 2020) was een Zuid-Afrikaans anti-apartheidsactivist.
Goldberg stamde uit een joodse familie die wegens antisemitisme uit Litouwen gevlucht was naar Engeland en van daar naar Zuid-Afrika. Goldberg had communistische sympathieën en werd in 1961 lid van het verboden ANC en van haar militaire tak Umkhonto we Sizwe (De speer van de natie). Hij voerde allerlei sabotageacties uit voor hij samen met Nelson Mandela werd opgepakt. Net als Mandela werd hij in het Rivoniaproces tot een levenslange gevangenisstraf veroordeeld en opgesloten in de stadsgevangenis van Pretoria. Goldberg werd na twintig jaar vrijgelaten.
Naar aanleiding van Goldbergs overlijden kondigde Zuid-Afrikaans president Cyril Ramaphosa vier dagen van nationale rouw af.